# C’est pour toi
C’est pour toi — седьмой франкоязычный студийный альбом канадской певицы Селин Дион, выпущенный в Квебеке, Канада 27 августа 1985 года.

## Содержание
C’est pour toi стал последним альбомом Дион с новым материалом перед её первым творческим отпуском. Композиции «Les oiseaux du bonheur» и «Virginie… Roman d’amour» (под названием «Paul et Virginie») были выпущены во Франции годом ранее в альбоме «Les oiseaux du bonheur». Песня «Elle» появилась в концертном альбоме Селин Дион À l’Olympia. Эта запись была впоследствии включена в одно из изданий сборника лучших франкоязычных хитов Дион On ne change pas.

## Коммерческий успех
C’est pour toi возглавил чарт альбомов в Квебеке и оставался на вершине в течение двенадцати недель. Заглавный трек, выпущенный как первый сингл, достиг третьего места в чарте Квебека. Вторым синглом стал трек «C’est pour vivre» (он также вышел во Франции). Было продано 50 000 кземпляров альбома.

## Список композиций
| №   | Название                                              | Автор(ы)                               | Продюсер(ы)               | Длительность |
| --- | ----------------------------------------------------- | -------------------------------------- | ------------------------- | ------------ |
| 1.  | «C’est pour toi»                                      | Эдди Марне Франсуа Оренн               | Рене Анжелил Руди Паскаль | 4:07         |
| 2.  | «Tu es là»                                            | Марне Пол Байяржон                     | Анжелил                   | 2:49         |
| 3.  | «Dis-moi si je t’aime»                                | Марне Байяржон                         | Анжелил                   | 2:53         |
| 4.  | «Elle»                                                | Марне Байяржон                         | Анжелил                   | 2:51         |
| 5.  | «Pour vous»                                           | Марне Питер Сипос                      | Анжелил                   | 3:17         |
| 6.  | «Les oiseaux du bonheur»                              | Марне Андре Попп                       | Паскаль                   | 3:43         |
| 7.  | «Avec toi»                                            | Марне Кристиан Луажеро Тьерри Джоффрой | Паскаль                   | 3:18         |
| 8.  | «Amoureuse»                                           | Марне Байяржон                         | Анжелил                   | 3:29         |
| 9.  | «Virginie... Roman d’amour»                           | Марне Луажеро Джоффрой                 | Паскаль                   | 3:23         |
| 10. | «C’est pour vivre» (при участии хора V’là l’bon vent) | Марне Попп                             | Анжелил, Паскаль          | 4:04         |

## Хронология релиза альбома
| Регион | Дата выпуска     | Лейбл | Формат | Каталог  |
| ------ | ---------------- | ----- | ------ | -------- |
| Канада | 27 августа, 1985 | TBS   | LP     | TBS 503  |
| Канада | 27 августа, 1985 | TBS   | CC     | TBS 4503 |